# جون هرمان
جون هيرمان (بالإنجليزية: John Herrmann)‏ (1900، لانسنغ في الولايات المتحدة - 1 أبريل 1959 في المكسيك)؛ روائي أمريكي.